# 정민당
정민당(正暋黨, Right Solid Party)는 대한민국의 자유민주주의 정당이자 창당준비위원회이다.

## 역사
2019년 11월 7일 전진당이라는 이름으로 창준위를 결성하였으며, 2019년 11월 21일에 정민당으로 명칭을 변경하였다. 정민당이라는 당명은 "한국에서 없었던 자유민주주의 바르고(正) 굳세게(暋) 세워나간다"는 뜻을 담고 있다. 2020년 1월 1일에는 정민당 창당 선언문을 발표하였으며, SNS에 "좌파는 정의당, 우파는 정민당 - 진짜 우파가 뭔지 보여 드리겠습니다. 저희에게 힘을 실어 주세요."이라는 슬로건을 내걸었다.
2020년 1월 21일에는 자유한국당 중앙당 소속 대학생 당원들이 집단 탈당하여 정민당에 합류하였다. 김태일 자유한국당 중앙대학생위원장은 2020년 1월 21일에 국회 정론관에서 열린 기자회견에서 공개된 공식 성명을 통해 "대한민국의 입법·행정·사법을 장악한 '총통'이나 다름없는 문재인 대통령의 탄핵을 외치지 않고 있는 자유한국당은 문재인 대통령과 더불어민주당의 헌법 위반 행위를 저지하지 못했으며 문재인 대통령의 최대 조력자, 공동 정범 역할을 하고 있다."라고 지적하는 한편 문재인 대통령의 탄핵을 위하여 자유한국당 집단 탈당, 정민당 창당을 추진했다고 밝혔다. 대표적인 탄핵 사유로는 탈북 북한 주민 강제북송 사건, 고위공직자범죄수사처(공수처)의 삼권분립 위반, 문재인 정부 울산시장 선거 개입 의혹 등을 제시했다.
정민당은 문재인 정부와 조국 사태를 비판하는가 하면, 문재인 정부가 그동안 추진했던 탈원전 정책, 태양광 사업, 고위공직자범죄수사처(공수처) 설치에 문제가 있다며 즉각 개혁해야 한다고 주장했다. 또한 정민당은 여성가족부, 전국교직원노동조합(전교조), 전국공무원노동조합(전공노), 외국인 정책, 조선민주주의인민공화국(북한)과의 관계, 중국과의 관계 등을 변화가 필요한 대한민국 사회의 문제점으로 명시했다. 그러나 이렇다 할만한 활동을 보이지 않다가 2020년 5월 7일자로 창당준비위원회 활동 기간이 만료되어 해산되었다.

## 송하예 "니 소식" 음원 사재기 의혹 기자회견
정민당은 2020년 1월 8일 기자회견에서, 2019년 5월 25일 앤스타컴퍼니에서 촬영된 영상으로 인해 송하예의 음원이 차트에서 수직상승했다고 주장했다. 
해당 영상은 송하예의 "니 소식"으로 추정되는 음원을 컴퓨터에 여러 창에 띄워 동시 재생을 하고 있는 것이라고 주장하였고 정민당은 이 영상을 서울중앙지검에 고발 조치하여 공정사회 재건에 앞서겠다고 밝혔다.
한편 송하예 소속사 더하기미디어는 이와 관련해 사실무근이라 주장하여 정민당과 법적 대응을 하겠다고 밝혔다.